# Узлова
Узлова́ (рос. Узловая) — місто в Тульській області Росії, адміністративний центр Узловського району. Населення — 52 825 чол. (2015).

## Географія
Місто розташоване в центрі Середньоросійської височини на перетині залізниць Сизрань-Вязьма та Москва — Донбас, за 47 км від Тули та за 230 км на південний схід Москви. Залізничні станції Узлова I, Узлова II, Узлова III. Є частиною Тульсько-Новомосковської агломерації. Муніципальне утворення (міське поселення) «місто Узлова» межує на півночі — з муніципальним утворенням Кам'янецьке, на сході — з муніципальним утворенням Майське, на півдні і південному заході — з муніципальними утвореннями Партизанський та робочим селищем Брусянський, на заході — з муніципальним утворенням Дедиловське Киреєвського району.
Існують народні назви мікрорайонів: Центральний район (Взуттєвий), Машзавод/Степ, Мертвий, Трест/Паспортний /МТС, Червона Узлова/Краска, Квартал, Трикутник, Молочка.

## Історія
Людські поселення на території міста є з неоліту (копальні залізної руди і городища в районі станції Дедилово (селище 5-ї п'ятирічки, Узловський район). У Середньовіччі землі міста відносилися до т. зв. Дикого поля, у зв'язку з чим постійні поселення (через загрозу набігів з степу) були відсутні. У XVIII столітті сільське населення, що проживало в даному районі, в основному було переселено за указом Петра I на Урал як робочу силу для розвитку там промисловості, в результаті чого землі Узловського району були досить безлюдні до останньої чверті XVIII століття (так само як і вся південно-східна частина Тульської губернії), коли в його межах виникли поміщицькі володіння графів Бобринських. У той же період російським натуралістом Болотовим на землях району виявлені запаси бурого вугілля.

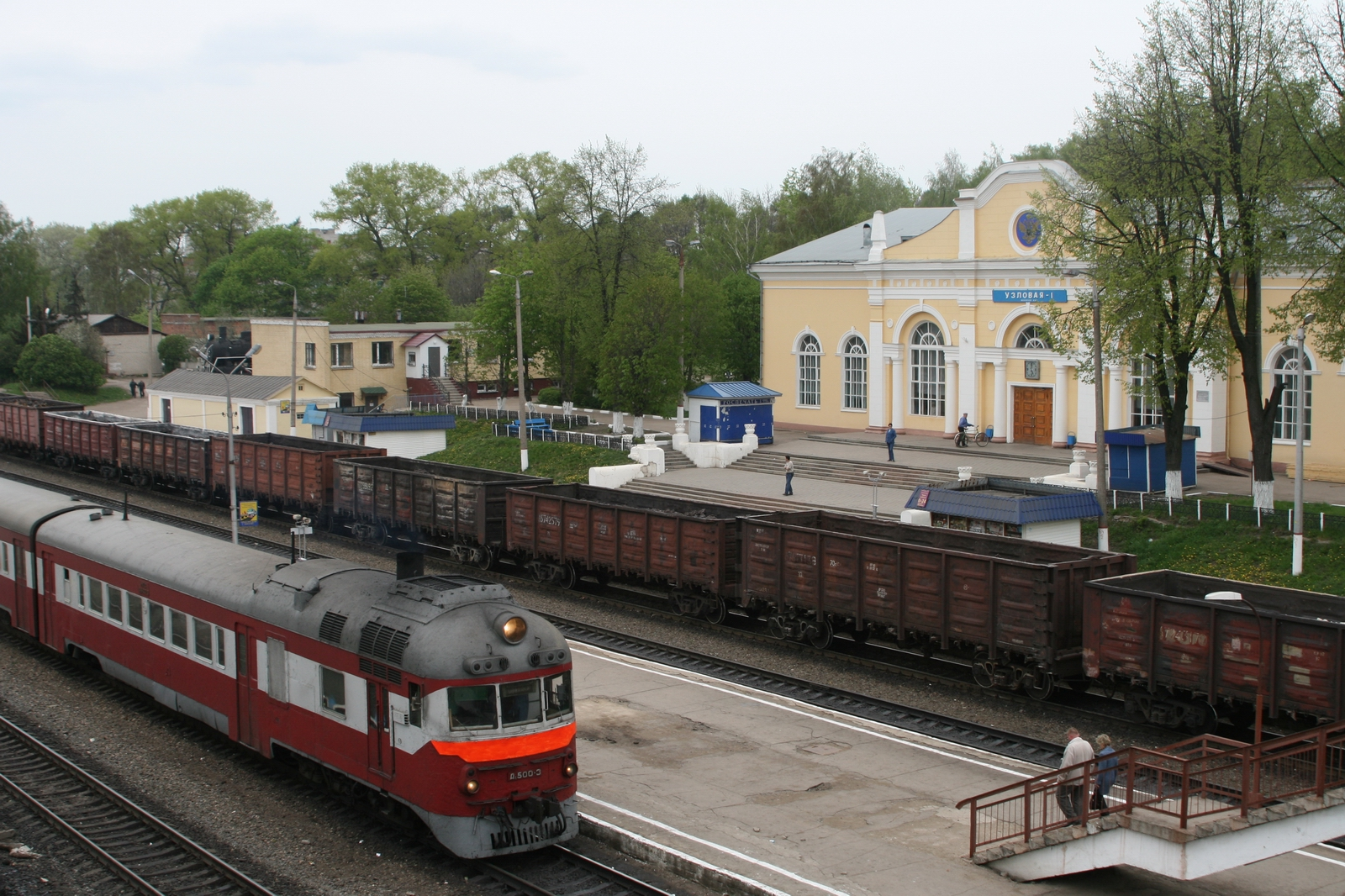
Узловський залізничний вокзал

В основному заселення земель міста відбувається вже в другій половині XIX століття головним чином через промислове і транспортне освоєння даного району.
В 1873 році почалося будівництво Сизрансько-Вяземської залізниці, і виникла станція 2-го класу Хрущовська як вузол трьох напрямків на Рязьк, Єлець і Тулу . З 1877 року станція стала називатися Узлова-1.

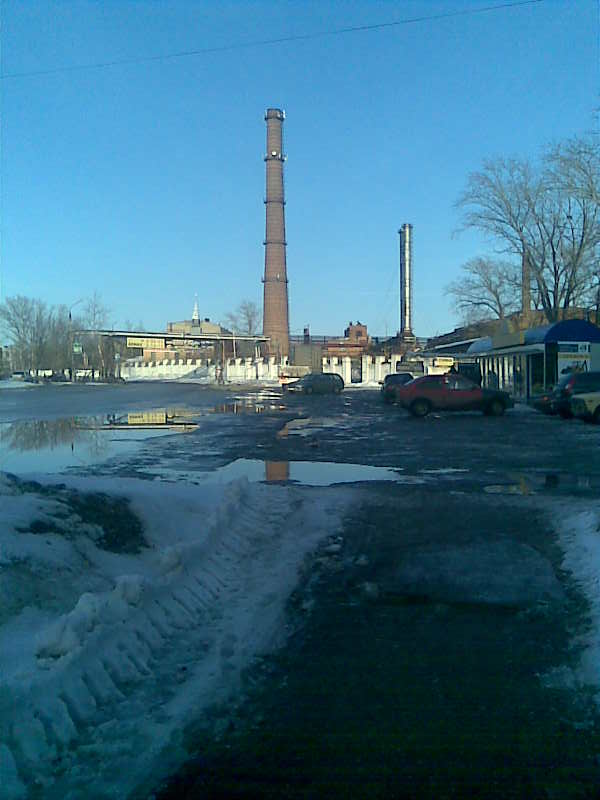
Вид на машинобудівний завод з Заводської вулиці

В 1924 році станція стає районним центром Узловського району Богородицького повіту Тульської губернії (з 1937 року — в Тульській області).
В 1926 році селище при станції Узлова віднесене до категорії робітничих селищ. 11 вересня 1938 р. робітничому селищу Узлова привласнено статус міста.
25 лютого 1943 року місто Узлова віднесено до розряду міст обласного підпорядкування.
Найбільшої чисельності населення досягло до 1979 року (100 000 чоловік, 120 000 — разом з районом), після чого до теперішнього часу вона неухильно знижувалася з причин негативного балансу трудової міграції (район відноситься до класично депресивних вугільних регіонів з закінченою розробкою копалин), високої смертності через несприятливі екологічну та соціально-економічну обстановки — поруч з Узловою розташовані чотири найбільші підприємства хімічної промисловості, місто в цілому входить до Тульського промислового району з сильно розвиненими т. зв. «Брудними» галузями виробництва: металургія та хімпром.
У 1986 році землі міста і району, як і ряд інших земель Тульської області (в основному в смузі південніше Тули із заходу на схід області), піддалися серйозному радіоактивному зараженню внаслідок катастрофи на Чорнобильській АЕС, що спричинило значне опромінення населення, яке до 1989 року про небезпеку повідомлено не було. До 2002 року землі міста та району мали статус «зони з правом на відселення». З 2002 року місто відноситься до «території з пільговим соціально-економічним статусом».

## Промисловість, наука, освіта
З 1938 року закладена перша вугільна шахта (шахта № 1, сел. Гірницький, Підмосковний вугільний басейн, згодом створено трест «Молотовуголь», перетворений в «Узловськуголь», пізніше увійшов у «Новомосковськуголь» і врешті-решт — в об'єднання ВАТ «Тулауголь»), що забезпечує потреби в бурому вугіллі насамперед великої Каширської вугільної електростанції. У роки найбільшого розвитку (кінець 50-х — середина 60-х) максимальна кількість одночасно діючих шахт в Узловському районі досягало двадцяти. При цьому слід зазначити малу потужність і низький рівень механізації шахт першого покоління. Остання вугільна шахта в районі (шахта «Дубовська», раніше — «3 Бібіковська») була закрита в 2000 році.
У місті розташовані:
- Машинобудівний завод ВАТ «Кран» (електричні крани та гірничорудні комплекси, конвеєри)
- Хімічний завод ВАТ «Пластик» (виробництво пластмас та композитів)
- ВАТ «Апаратура далекого зв'язку»
- Локомотивне депо
- Велика хабова залізнична станція Московської залізниці (лінії — Калуга-Рязьк (колишня Сизрано-Вяземська залізниця), Ожерельє-Єлець (колишня Московсько-Донбаська залізниця))

## Персоналії
- Воскресенська Зоя Іванівна (1907—1992) — радянська розвідниця і дитяча письменниця.